# UTC+12:45
UTC+12:45 — часовой пояс, который используется на островах Чатем, входящих в состав Новой Зеландии как один из 17 районов. Смещение от всемирного времени +12 часов 45 минут.
Впервые введён 1 января 1957 года. Время UTC+12:45 не используется ежегодно с последнего воскресенье сентября (02:45 CHAST) до первого воскресенья апреля (02:45 CHAST), поскольку единственная территория, которая использует его как стандартное, в этот период живёт по летнему времени — UTC+13:45.
Буквенные обозначения: CHAST, M†

## Временная зона, использующая UTC+12:45
- Чатемское стандартное время.

## Использование

### Постоянно в течение года
Сейчас не используется.

### С переходом на летнее время
- Новая Зеландия — часть:
  - Острова Чатем.

### Как летнее время
Сейчас не используется.

## История использования

### Как стандартное время
- Новая Зеландия — часть:
  - Острова Чатем — с 1 января 1957 года.